# 삼성초등학교 (인천)
삼성초등학교는 대한민국 인천광역시 강화군에 있는 공립 초등학교이다.

## 학교 연혁
- 1945년 9월 17일 : 불은국민학교 삼성분교장 개교

## 참고 자료
- 삼성초등학교 - 한국교육학술정보원 학교알리미